# Макдональд, Флора Исабель
Флора Исабель Макдональд (англ. Flora Isabel MacDonald; 3 июня 1926, Норт-Сидни, Новая Шотландия — 26 июля 2015, Оттава) — канадская государственная и общественная деятельница, компаньон ордена Канады, член Тайного совета для Канады. Макдональд, депутат Палаты общин с 1972 по 1988 год от Прогрессивно-консервативной партии, занимала в правительстве Канады посты министра иностранных дел (первая женщина, возглавлявшая это министерство в Канаде), министра трудоустройства и иммиграции и министра связи. В 1976 году Макдональд стала одной из первых женщин в истории Канады, реально претендовавших на пост лидера одной из основных национальных партий; при тайном голосовании делегатов партийного съезда выборах она получила существенно более низкий уровень поддержки, чем ей был обещан публично — эффект, в дальнейшем носивший её имя.

## Биография

### Детство и юность
Флора Исабель Макдональд родилась в Новой Шотландии в семье этнических шотландцев. Родители назвали её в честь спасительницы жизни принца Чарли и национальной героини Шотландии Флоры Макдональд. Дед Флоры Исабель был капитаном клипера, совершавшего рейсы вокруг Африки и Южной Америки; её отец обслуживал станцию трансатлантического телеграфного кабеля компании Western Union в Норт-Сидни. Флора позже вспоминала, что отец ежедневно делился с ней новостями из-за океана, впервые привив ей интерес к международной политике. Отец, убеждённый консерватор, также познакомил её и с внутренней политикой, в 11 лет взяв её с собой на собрание местного отделения своей партии.
По окончании школы получила специальность секретаря в Имперском колледже бизнеса в Норт-Сидни и начала работать кассиром в Bank of Nova Scotia. Ведя скромный образ жизни, она к 1950 году скопила достаточно денег на поездку в Европу. Там она путешествовала по Англии и Шотландии (где сошлась с группой шотландских националистов, выкравших из Вестминстерского аббатства Скунский камень, чтобы вернуть его на родину), а также ездила автостопом по пострадавшей от войны континентальной Европе.

### Первые годы в политике
В 1956 году Макдональд начала политическую деятельность в рамках избирательной кампании Роберта Стэнфилда в Новой Шотландии. После победы Стэнфилда она перебралась в Оттаву, где получила место секретаря в национальной штаб-квартире Прогрессивно-консервативной партии. Там она принимала участие в организации успешных предвыборных кампаний Джона Дифенбейкера, по сути дела выполняя обязанности национального директора партии. Однако и в это время она оставалась ближе к Стэнфилду (о котором позже отзывалась как о «колоссальном мыслителе»), в 1957 году поддержав его кандидатуру на пост лидера партии. В дальнейшем её идеологические разногласия с Дифенбейкером привели к тому, что она поддержала его нового соперника Далтона Кэмпа и в итоге была уволена.
После увольнения Макдональд нашла работу на факультете политологии университета Куинс в Кингстоне, который возглавлял в это время её старый друг Джон Мейсел. Находясь в Кингстоне, Макдональд участвовала в организации оппозиции Дифенбейкеру в рядах партии и в 1967 году помогла избранию Стэнфилда её новым лидером. Макдональд, по идеологии принадлежавшая к крылу «красных тори» внутри Прогрессивно-консервативной партии, также вела в эти годы борьбу против проникновения иностранных монополий в экономику Канады и способствовала созданию Агентства по рассмотрению иностранных инвестиций.

### Начало парламентской деятельности и поражение на внутренних выборах
В 1971 году Макдональд стала первой женщиной на годичных курсах для ведущих гражданских чиновников, которые проводились Национальным колледжем обороны. В рамках курсов студенты посещали разные страны, встречаясь с многочисленными политическими лидерами. Ещё до окончания курсов Макдональд впервые была избрана в Палату общин, победив на выборах в кингстонском округе, откуда некогда избирался в парламент первый премьер-министр Канады (предвыборный лозунг консерваторов гласил «от Макдональда до Макдональд»). Она стала первой женщиной-депутатом от Кингстона, единственной женщиной в прогрессивно-консервативной фракции, после выборов 1972 года насчитывавшей 107 человек, и одной из всего лишь пяти женщин в этом созыве Палаты общин. В парламенте Макдональд была членом теневого кабинета, отвечая за критику министерства по делам индейцев и городскому развитию в правительстве меньшинства Трюдо.
Макдональд была вновь избрана в парламент в 1974 году, но третья подряд неудача Стэнфилда в борьбе с Трюдо означала для него конец пребывания на посту лидера прогрессивных консерваторов. В итоге Макдональд включилась в борьбу за кресло главы партии уже как самостоятельный кандидат. На этих выборах Макдональд рассматривала себя как прямую наследницу основных идей Стэнфилда, взятых на вооружение «красными тори» (оппоненты из партийной элиты, включая Далтона Кэмпа, открыто выражали сомнения в том, что женщина может преуспеть в такой «мужской игре»). Кампания Макдональд была чрезвычайно экономной и включала сбор мелких денежных пожертвований под лозунгом «Доллар для Флоры». Один из её сторонников, мэр Торонто Дэвид Кромби, участвовал в кампании, разливая суп в столовой для безработных в Оттаве. Макдональд также потребовала, чтобы все пожертвования на сумму больше 20 долларов, полученные кандидатами, публично регистрировались. В итоге внутренняя кампания консерваторов 1976 года стала первой в Канаде, где это было воплощено в жизнь.
Ко дню внутренних выборов 325 делегатов партийного съезда публично пообещали отдать свои голоса за Флору Макдональд. В штабе Макдональд, опираясь на эти данные, ожидали получить в ходе первого тура голосования от 350 до 420 голосов. Однако после оглашения результатов тайного голосования в первом туре оказалось, что за неё было подано всего 214 голосов — на 63 меньше, чем за другого прогрессивного кандидата Джо Кларка. Получив лишь немногим больше голосов во втором туре (239), Макдональд сняла свою кандидатуру, призвав оставшихся сторонников голосовать за Кларка, который в итоге и победил. Ситуация, когда при тайном голосовании публично гарантированная поддержка политика исчезает, получила у политических обозревателей имя «синдром Флоры».

### Правительственная деятельность
Несмотря на поражение на внутренних выборах, Макдональд оставалась одним из лидеров фракции тори в Палате общин, занимая в теневом кабинете позицию критика по вопросам отношений федеральных властей и провинций. В 1979 году, когда Джо Кларку удалось после выборов сформировать правительство меньшинства, Макдональд была назначена министром иностранных дел, став первой женщиной в Канаде, занявшей этот пост. На вопрос о том, какова её профессиональная квалификация для этой должности, она в шутку ответила, что много лет путешествовала по миру автостопом.
Хотя правительство Кларка продержалось у власти лишь несколько месяцев, за этот короткий срок Макдональд пришлось столкнуться с двумя серьёзными международными кризисами. Первый из них касался беженцев из Южного Вьетнама, массово мигрировавших в западные страны, в том числе и в Канаду, после поражения Южного Вьетнама в гражданской войне с Северным Вьетнамом. Макдональд и министр иммиграции Рон Атки инициировали программу, позволяющую канадским гражданам частным образом спонсировать иммиграцию беженцев из Южного Вьетнама, гарантировав, что на каждого беженца, принятого в стране таким образом, будет один, спонсированный канадским государством. В итоге Канада приняла больше 60 тысяч беженцев, став мировым лидером по числу принятых беженцев на душу населения. Второй кризис был связан с захватом американских заложников в Иране в первые дни исламской революции. Небольшой группе американских дипломатов удалось бежать из Ирана, используя поддельные канадские паспорта, выдачу которых тайно санкционировала Макдональд (эта операция впоследствии стала известна как «Канадская хитрость»).
После четырёх лет пребывания в оппозиции Прогрессивно-консервативная партия в 1984 году снова вернулась к власти под руководством Брайана Малруни. В правительстве Малруни Флора Макдональд занимала вначале пост министра трудоустройства и иммиграции Канады, а затем, с 1986 по 1988 год — министра связи. Как министр, она выступала против проводимого Малруни курса на сближение с США и организацию соглашения о свободной торговле, но оказалась в меньшинстве. В 1988 году, после пяти сроков в парламенте, Макдональд не сумела переизбраться, проиграв выборы либералу Питеру Милликену (будущему спикеру Палаты общин). После этого она ушла из политики.

### Дальнейшая общественная деятельность
После окончания политической карьеры Флора Макдональд оставалась активным общественным деятелем и защитником гражданских прав в Канаде и за рубежом. Генеральный секретарь ООН включил её в так называемую Группу высокопоставленных персон, занимавшуюся изучением деятельности транснациональных корпораций в Южной Африке. Она также состояла в таких гуманитарных организациях, как Комиссия Карнеги по предупреждению смертоносных конфликтов и «Врачи без границ». В 1992 году Макдональд возглавляла совет директоров Центра исследований международного развития — канадской организации, занимающейся вопросами помощи развивающимся странам, была советником президента Содружества образования — организации, ответственной за развитие образования в странах Британского Содружества — и вела на телевидении программу, посвящённую проблемам развивающихся стран.
Значительную роль Макдональд сыграла в вопросе развития общества в Афганистане. Уже в 2001 году, когда большая часть этой страны находилась под контролем «Талибана», Макдональд с помощью Абдуллы Барата — канадца афганского происхождения — объездила её отдалённые районы. Она стала основателем и первым руководителем некоммерческой организации Future Generations Canada, занимающуюся организацией помощи в развитии образования, здравоохранения и прогрессивных методов земледелия в афганской глубинке.
На склоне лет Флора Макдональд выступала против усиления консервативных тенденций в своей родной партии и в частности её объединения с Канадским союзом Стивена Харпера. В 2012 году она рассказала в интервью журналу Diplomat, что, хотя по-прежнему считает себя консерватором, на выборах голосует за
значительно более левых новых демократов. Она умерла в июле 2015 года; премьер-министр Харпер, до этого настоявший на государственной церемонии похорон (обычно проводящейся только для членов правительства, умерших на своём посту) для бывшего министра финансов Джима Флаэрти и лидера оппозиции Джека Лейтона, в случае Макдональд не нашёл причин для продолжения этой традиции. Вместо этого канцелярия премьер-министра послала твит с соболезнованиями, где в фамилии Макдональд была допущена грамматическая ошибка. Похоронная церемония прошла в Оттаве, где Макдональд жила в последние годы, после чего её прах был отправлен для захоронения на Кейп-Бретон в Новой Шотландии.

## Признание заслуг
В 1992 году Флора Макдональд за свою государственную и гуманитарную деятельность получила звание офицера ордена Канады. В 1998 году она была произведена в компаньоны ордена Канады — высшая степень этой награды. Она также была награждена орденом Онтарио и орденом Новой Шотландии, а в 1999 году была удостоена Медали мира Пирсона, присуждаемой Ассоциацией Объединённых Наций в Канаде. В 2004 году она была удостоена также Падма Шри — одной из высших государственных наград Индии.
С июня 1979 года Макдональд являлась членом Тайного совета королевы для Канады, что давало ей право на титул «достопочтенная» (англ. Honourable). Макдональд была почётным доктором ряда канадских и зарубежных университетов.